# IC 749
IC 749 est une galaxie spirale intermédiaire relativement rapprochée, vue par la tranche et située dans la constellation de la Grande Ourse. Sa vitesse par rapport au fond diffus cosmologique est de 1 047 ± 17 km/s, ce qui correspond à une distance de Hubble de 15,4 ± 1,1 Mpc (∼50,2 millions d'al). Elle a été découverte par l'astronome autrichien Rudolf Ferdinand Spitaler en 1892.
La classe de luminosité d'IC 749 est III-IV et elle présente une large raie HI.
En raison d'une brillance de surface égale à 14,06 mag/am2, on peut qualifier IC 749 de galaxie à faible brillance de surface (LSB en anglais pour low surface brightness). Les galaxies LSB sont des galaxies diffuses (D) avec une brillance de surface inférieure de moins d'une magnitude à celle du ciel nocturne ambiant.
À ce jour, près d'une dizaine de mesures non basées sur le décalage vers le rouge (redshift) donnent une distance de 26,544 ± 13,840 Mpc (∼86,6 millions d'al), ce qui est à l'intérieur des valeurs de la distance de Hubble. L'échantillon de neuf mesures contient trois valeurs très éloignées des autres (44,6 Mpc, 44,9 Mpc et 45,2 Mpc. Si on enlève ces valeurs, on obtient une distance de 17,367 ± 1,795 Mpc (∼56,6 millions d'al), ce qui est beaucoup plus cohérent avec la distance de Hubble.
Les galaxies IC 749 et IC 750 forment une paire de galaxies gravitationnellement liées. Cette paire est inscrite au catalogue des galaxies en interaction d'Erik Holmberg comme Holm 313 (Holm 313A pour IC 749 et Holm 313B pour IC 750). IC 749 ne figure pas dans la liste du groupe de NGC 4051, mais elle devrait logiquement y être incluse.

## Groupe de NGC 4051 et de M101
Selon A.M. Garcia, la galaxie IC 750 fait partie d'un groupe de galaxies qui compte au moins 19 membres, le groupe de NGC 4051. Les autres membres du groupe sont NGC 3906, NGC 3938, NGC 4051, NGC 4096, NGC 4111, NGC 4117, NGC 4138, NGC 4143, NGC 4183, NGC 4218, NGC 4288, NGC 4346, NGC 4389, UGC 6805, UGC 6818, UGC 6930, UGC 7089 et UGC 7129. Comme IC 749 forme une paire de galaxies avec IC 750, elle fait aussi partie de ce groupe.
Plusieurs galaxies du groupe de NGC 4051 apparaissent aussi dans un groupe plus vaste qui compte plus de 80 galaxies, le groupe de M101, mais IC 749 et IC 749 n'y figurent pas. Plusieurs galaxies de la liste de Mahtessian se retrouvent également dans d'autres groupes décrit par A.M. Garcia, soit le groupe de NGC 3631, le groupe de NGC 4051, le groupe de M109 (NGC3992), le groupe de NGC 4051, le groupe de M106 (NGC 4258) et le groupe de NGC 5457.
Plusieurs galaxies des six groupes de Garcia ne figurent pas dans la liste du groupe de M101 de Mahtessian. Il y a plus de 120 galaxies différentes dans les listes des deux auteurs. Puisque la frontière entre un amas galactique et un groupe de galaxie n'est pas clairement définie (on parle de 100 galaxies et moins pour un groupe), on pourrait qualifier le groupe de M101 d'amas galactique contenant plusieurs groupes de galaxies.
Les groupes de M101 et de NGC 4051 font partie de l'amas de la Grande Ourse, l'un des amas galactiques du superamas de la Vierge.